# Catholicisme à New York
 (septembre 2015).
Si vous disposez d'ouvrages ou d'articles de référence ou si vous connaissez des sites web de qualité traitant du thème abordé ici, merci de compléter l'article en donnant les références utiles à sa vérifiabilité et en les liant à la section « Notes et références ».

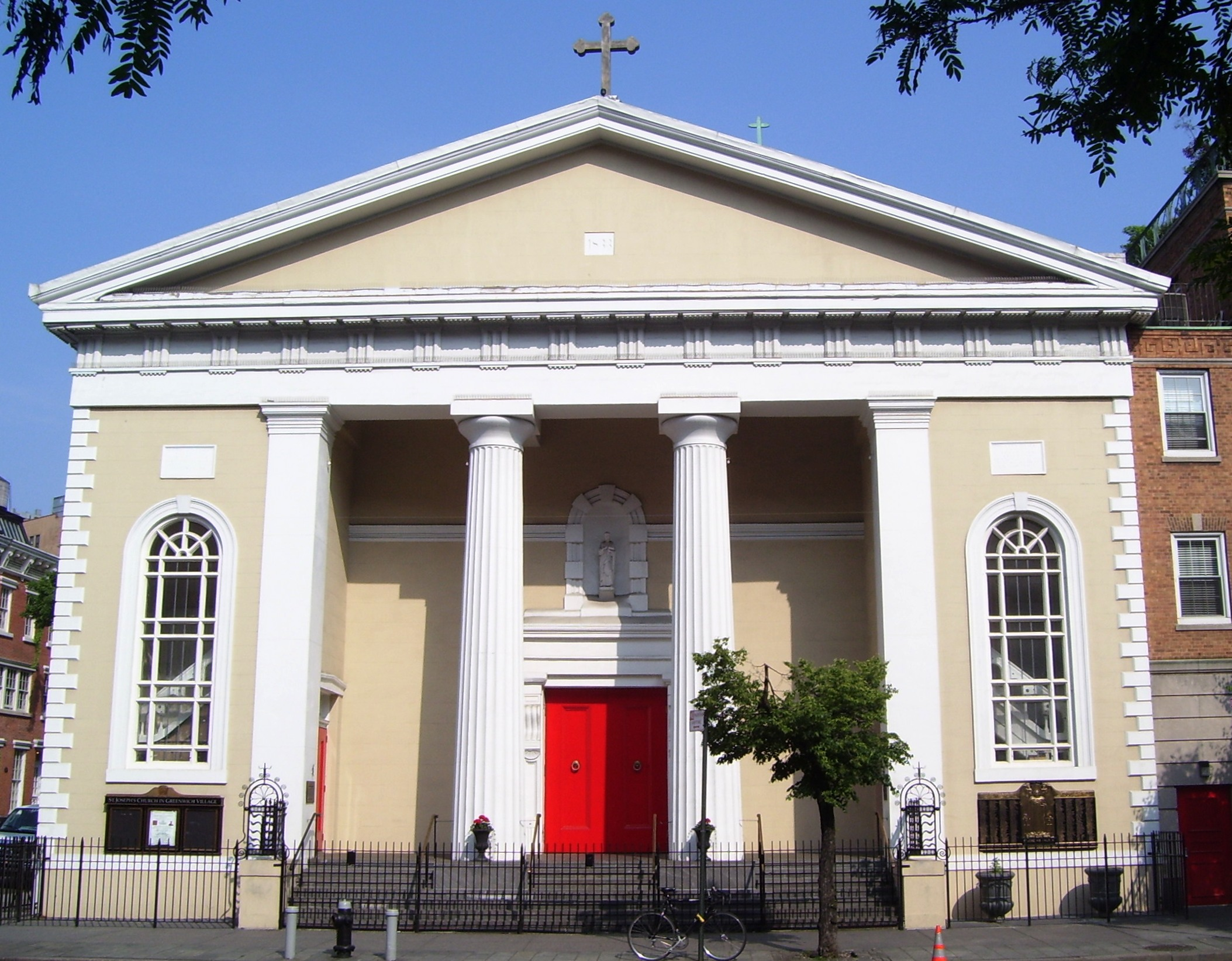
Église Saint-Joseph (Greenwich Village).

La plupart des catholiques relèvent de l'archidiocèse de New York dont la cathédrale, Saint-Patrick, se situe dans le Midtown. Cette dernière remplaça, dans sa fonction d'église-mère, la Old St. Patrick's en 1879. En revanche, ceux de Brooklyn et du Queens relèvent du diocèse de Brooklyn (dont les deux co-cathédrales sont Saint-Jacques et Saint-Joseph). Les Arméniens de confession catholique ont obtenu en 2005, de la part de Benoît XVI, l'érection de l'éparchie Notre-Dame de Nareg en guise de juridiction propre; leur cathédrale étant Sainte-Anne de Brooklyn.
Les catholiques de la cité bénéficient de leurs propres université et cimetières. Une autre église notable est l'église Saint-Vincent-de-Paul où le culte était jusqu'à encore récemment célébré en français.

## Histoire du catholicisme new yorkais

### Les débuts du catholicisme à New York
À New York, l’accès au culte catholique était pratiquement impossible pendant la domination britannique largement anti-catholique (en). La loi du 31 juillet 1700 promulguée à New York prévoyait que « tout prêtre demeurant ou voyageant dans la province serait jugé comme incendiaire, perturbateur de la paix et du salut public, ennemi de la vraie religion chrétienne et comme tel condamné à un emprisonnement perpétuel, que s'il s'échappait et qu'il fût repris il serait mis à mort, enfin, que les receleurs de prêtres paieraient une amende de 200 livres (5 000 fr) et seraient exposés pendant trois jours au pilori. »
Après l’indépendance américaine, le consul général de France, Jean de Crèvecoeur, œuvra pour que soit établie dès le 10 juin 1785 une société des trustees de l’Église catholique romaine de New York, à l’origine de la fondation, la même année, de la première église catholique de la ville, Saint-Pierre (en) (détruite depuis) à laquelle Louis XVIII, semble-t-il, contribua.
Le père irlandais Richard Concacen, secrétaire de la province dominicaine de Grande-Bretagne, se sentait très concerné par l'établissement et le développement des missions en Amérique. Il fut l'élément pivot quant à l'autorisation qu'obtint le Père Edward Fenwick pour quitter l'Angleterre afin de créer une province dominicaine aux États-Unis. Le 8 avril 1808, il fut nommé à la tête du siège épiscopal nouvellement érigé de New York. Il reçut la consécration épiscopale des mains du cardinal Michele Di Pietro, le 24 avril 1808. Cependant, le premier évêque de New York mourut, sans jamais avoir pu rejoindre son diocèse, le 19 juin 1810, à Naples où il était bloqué par l'embargo des Guerres napoléoniennes mais aussi parce qu'il était détenu en tant que sujet britannique, par l’armée impériale française. 
En 1809, Elizabeth Ann Seton, première sainte américaine (canonisée par Paul VI en 1975) fonde la congrégation des Sœurs de la Charité de Saint Joseph dont une branche allait devenir, en 1817, les Sœurs de la Charité de New York qui créèrent le premier orphelinat catholique de la cité. Le 8 juin 1809 débuta la construction de première cathédrale placée sous le vocable de saint Patrick. Celle-ci fut consacrée le 14 mai 1815 et resta le siège épiscopal jusqu’à la construction de l’actuelle cathédrale Saint-Patrick située sur la cinquième avenue. Le successeur de Mgr Concanen, John Connoly (en), Irlandais sacré à Rome le 6 novembre 1814, rejoignit son diocèse, sans être annoncé, le 24 novembre 1815. Le diocèse comprenait alors l'État de New York et une partie du New Jersey et comptait quatre prêtres ainsi que 16 000 catholiques, principalement irlandais. En ce temps-là, les catholiques devaient faire face à hostilité du monde WASP, aussi bien dans leur vie quotidienne qu'au travers du système scolaire new-yorkais. 
Lors des années 1833 et 1834 est construite l'église Saint-Joseph (à Manhattan), la plus vieille église catholique new yorkaise encore debout et avoir été érigée en tant que telle. Cependant, la plus vieille église new yorkaise catholique (construite en 1815) est l'église de la Transfiguration (mais qui fut d'abord luthérienne puis épiscopalienne).
En 1836, John Neumann débarqua à New York avec un dollar en poche; trois semaines plus tard (en juin), il fut ordonné prêtre par Mgr Jean Dubois. En omettant la distinction des sexes, il est aujourd'hui le second saint américain (canonisé par Paul VI en 1977).

### La montée en puissance
En 1878, fut élevée la Cathédrale Saint-Patrick de New York.

### L'époque contemporaine
L'année 1987 voit naître une particularité catholique, à New York, en la fondation de la communauté nouvelle des Franciscains du Bronx.
Le 24 et 25 septembre 2015, le pape François, venant de Washington et ayant entamé une tournée diplomatique, politique et pastorale aux États-Unis, était en visite à New York. Sur les marches de la cathédrale Saint-Patrick, il fut accueilli par l'archevêque Mgr Dolan, Bill de Blasio et Andrew Cuomo (gouverneur de l'État de New York) avant de se joindre à l'office des vêpres. Le lendemain de son arrivée, le 25, il s'est adressé à l'Assemblée générale des Nations unies avant d'aller se recueillir et prier au Mémorial du World Trade Center. Puis, il s'est rendu au Madison Square Garden afin d'y célébrer la messe auprès de 20.000 fidèles.

## Évêques
Le troisième évêque du diocèse de New York, Mgr Jean Dubois, est un prêtre français émigré en 1791 aux États-Unis.